# Ben Thomas
Ben Thomas amerikai énekes, színész (Los Angeles). A Zappa Plays Zappa együttes szólóénekese 2009. májusa óta - itt énekel, vokálozik  és ének-improvizációkat ad elő.

## Életrajza
Az iskolaéveiben trombitált, majd a gitárra és az éneklésre koncentrált, fuvolán is játszik. 2009 tavaszán Ray White hirtelen távozása után egy meghallgatásnak köszönhetően került a Zappa Plays Zappa zenekarba; Dweezil Zappa egy blogbejegyzése szerint az utolsó pillanatban, Frank Zappa Inca Roads című dalának eléneklésével bizonyult méltónak a feladatra.
2008-ban az Open Fist színház előadásában Larry szerepét játszotta/énekelte Frank Zappa Joe’s Garage című rock-operájának színpadi változatában, ezen túlmenően a ZPZ turné előtti időszakról meglehetősen kevés tudható róla.